# Club Baloncesto Breogán
A Club Baloncesto Breogán profi kosárlabdacsapat, 1966-ban alapították. Jelenleg a spanyol elsőosztályban (ACB) szerepel.

## Hazai arénák
- Pavillón dos Deportes de Lugo (1966–92).
- Pazo dos Deportes (1992–napjainkig).

## Játékosok

### Jelenlegi keret
| Poszt | Mezszám | Ország        | Név              | Magasság | Tömeg  |
| ----- | ------- | ------------- | ---------------- | -------- | ------ |
| SG    | 4       | Panama        | Feldeine, James  | 193 cm   | 86 kg  |
| PG    | 5       | USA           | Hayes, Eric      | 193 cm   | 82 kg  |
| PG    | 6       | Spanyolország | Vallmajó, Jordi  | 191 cm   | 85 kg  |
| PF    | 7       | Uruguay       | Riveiro, Camilo  | 199 cm   | - kg   |
| SF    | 8       | Portugália    | Hallman, Arnette | 198 cm   | 97 kg  |
| PF    | 9       | USA           | Brown, Cliff     | 201 cm   | 102 kg |
| PF    | 10      | USA           | Polk, Brandon    | 201 cm   | 95 kg  |
| C     | 12      | Spanyolország | Arteaga, Óliver  | 209 cm   | 112 kg |
| SG    | 13      | Spanyolország | Forcada, Xavi    | 195 cm   | 85 kg  |
| PF    | 14      | Spanyolország | Amador, José     | 211 cm   | - kg   |
| SF    | 15      | Portugália    | Gomes, João C    | 202 cm   | 91 kg  |

- a vastagon szedettek válogatott játékosok

## Edzők
- José Antonio Figueroa 1984-1985, 1991-1992
- Pablo Casado 1985-1986
- Ángel Serrano 1986-1987
- Juan Prada 1987-1988
- José Clavijo 1988-1989
- Ricardo Hevia 1989-1991, 1992-1993
- Andreu Casadevall 1993-1994, 2002-2004
- Joaquín Costa 1994-1995
- Paco García 1997-2002, 2006-2008
- Moncho López 2004-2006
- Sergio Valdeolmillos 2008–2009
- Rubén Domínguez 2009–napjainkig

## Eredmények, helyezések

### Kupák
- Liga Española de Baloncesto (3):
  - 1998-99, 2017-18, 2020-21
- Herceg kupa (3):
  - 2007-08, 2017-18, 2020-21
- Galicia kupa (14):
  - 1986, 1987, 1998, 2000, 2002, 2003, 2004, 2005, 2007, 2008, 2009, 2018, 2021, 2022

### Egyéni díjak
ACB Three Point bajnokság
- Jacobo Odriozola – 2002
- Nebojša Bogavac – 2005

ACB First Team
- Charlie Bell – 2005

ACB gólkirály
- Alfredo Pérez – 1971, 1973
- Bob Fullarton – 1976
- Velimir Perasović – 1993
- Charlie Bell – 2005

LEB legértékesebb játékosa
- Eric Coleman – 2010

### Rekordok
Legtöbb pont: CB Breogán 1119-109 Girona (2002/03)
Legnagyobb pontkülönbség (a Breogán javára): 36 - CB Murcia 62-98 CB Breogán (1972/1973)
Legnagyobb pontkülönbség: 60 - Real Madrid 125-65 FC Barcelona (1973) és Real Madrid 138-78 FC Barcelona (1977)
Legtöbb meccset játszó játékos: Manel Sánchez (243)
Legtöbb percet játszó játékos: Manel Sánchez (8.409)
Legtöbb pontot dobott játékos: Manel Sánchez (4.302)
Legtöbb lepattanót szerző: Devin Davis (1.583)
Legtöbb blokk: Ken Orange (92)
Legtöbb 3 pontos kosarat szerző: Manel Sánchez (480)

## Külső hivatkozások
- CBBreogan.com
- Euroleague.net
- ACB.com (spanyolul)